# Harald Büttner
Harald Büttner (ur. 13 kwietnia 1953 w Miśni) – wschodnioniemiecki zapaśnik walczący w stylu wolnym. Dwukrotny olimpijczyk. Czwarty w Moskwie 1980 i ósmy w Montrealu 1976. Walczył w kategorii 100 kg.
Mistrz świata w 1978; drugi w 1975 i 1977; trzeci w 1974; czwarty w 1979. Zdobył pięć medali na mistrzostwach Europy w latach 1973 - 1980. Wicemistrz Europy młodzieży w 1972 roku.
Mistrz NRD w latach 1974-1980; drugi w 1973; trzeci w 1972 roku.
Jego żona Monika Zernicek była łyżwiarką szybką, olimpijką z 1976 roku.